# Furios și iute 7
Furious 7 (cunoscut și ca Fast & Furious 7) este un film de acțiune american, cea de-a șaptea parte din seria de filme Fast & Furious. Filmul a fost regizat de James Wan, după un scenariu de Chris Morgan. În rolurile principale sunt Vin Diesel, Paul Walker, Dwayne Johnson, Michelle Rodriguez, Jordana Brewster, Lucas Black și Jason Statham. Filmul a fost lansat pe 2 aprilie 2015 în Australia și pe 3 aprilie 2015 în Statele Unite ale Americii.
În Romania a fost lansat pe 3 aprilie 2015, cu încasări de peste 3,6 milioane de lei în weekend-ul de lansare și cu o audiență de 196.210 spectatori, stabilind în acest sens un record absolut pe țară.
Filmul marchează ultima apariție în film a lui Paul Walker, care a decedat pe 30 noiembrie 2013, înainte ca filmările să fie terminate.

## Distribuție
- Vin Diesel în rolul lui Dominic Toretto
- Paul Walker în rolul lui Brian O'Conner
- Dwayne Johnson în rolul lui Luke Hobbs
- Michelle Rodriguez în rolul lui Letty Ortiz[15]
- Jordana Brewster în rolul lui Mia Toretto[16]
- Tyrese Gibson în rolul lui Roman Pearce[17]
- Ludacris în rolul lui Tej Parker[15]
- Lucas Black în rolul lui Sean Boswell[18]
- Jason Statham în rolul lui Deckard Shaw[19]
- Elsa Pataky în rolul lui Elena Neves[20][21]
- Kurt Russell[15][22]
- Tony Jaa[23] în rolul lui Louie Tran[24]
- Ronda Rousey[25] în rolul lui Kara[26]
- Nathalie Emmanuel în rolul lui Megan[27]
- Djimon Hounsou în rolul lui Slim[28]
- John Brotherton în rolul lui Sheppard[29]
- Ali Fazal[30][31][32]

Iggy Azalea are o apariție cameo în film.